# Vanadium(V)-fluorid
Vanadium(V)-fluorid ist eine chemische Verbindung aus der Stoffgruppe der Fluoride. Es ist das einzige bekannte Halogenid, in dem Vanadium in der Oxidationsstufe +V vorkommt. Die Verbindung ist bei Raumtemperatur eine farblose, viskose Flüssigkeit, unterhalb von 19,5 °C ein weißer Feststoff.

## Gewinnung und Darstellung
Vanadium(V)-fluorid lässt sich bei 300 °C aus den Elementen Vanadium und Fluor oder durch Disproportionierung aus Vanadium(IV)-fluorid synthetisieren.
{\displaystyle \mathrm {2\ V+5\ F_{2}\longrightarrow 2\ VF_{5}} }
{\displaystyle \mathrm {2\ VF_{4}\longrightarrow VF_{3}+VF_{5}} }

## Eigenschaften
Vanadium(V)-fluorid kristallisiert in einer Kettenstruktur. Dabei sind VF6-Oktaeder über benachbarte Ecken  cis-verknüpft. In der Gasphase liegen trigonal-bipyramidale Moleküle vor.
Die Verbindung ist in Wasser mit rotgelber Farbe löslich.